# Marquesado de Villanueva del Castillo
El marquesado de Villanueva del Castillo es un título nobiliario español creado por el rey Carlos II en favor de Pedro de Arreses y Aspillaga, VIII señor del Castillo de Cauche, por real decreto del 27 de junio de 1679. El real despacho se expidió el 19 de mayo de 1687 a su hijo Martín Manuel de Arreses Girón y Bernuy, IX señor del Castillo de Cauche.
Su nombre se refiere a Villanueva de Cauche, pedanía del municipio andaluz de Antequera, antiguamente llamada Villanueva del Castillo de Cauche por encontrarse allí un castillo medieval.
En 1922, durante el reinado de Alfonso XIII, fue rehabilitado en persona de Juan de la Cruz Contreras y López de Ayala.

## Historia de los marqueses de Villanueva del Castillo
- Pedro de Arreses y Aspillaga, I marqués de Villanueva del Castillo.[2]

Casó con Isabel María de Bernuy y Antonio. Le sucedió su hijo:
- Martín Manuel de Arreses y Bernuy, II marqués de Villanueva del Castillo.[2]

Casó con Isabel de Quesada y Fernández del Campo. Le sucedió su hijo:
- Joaquín de Arreses y Quesada, III marqués de Villanueva del Castillo.[2]

Sin descendientes. Le sucedió su hermana:
- Isabel de Arreses y Quesada, IV marquesa de Villanueva del Castillo.[2]

Casó con Alonso de Rojas y Sánchez de Teruel, III marqués de la Peña de los Enamorados.
Rehabilitado en 24 de febrero de 1922 (Gaceta de Madrid del día siguiente) en favor de:
- Jerónimo López de Ayala y Álvarez de Toledo y del Hierro,  V marqués de Villanueva del Castillo, XIII conde del Cedillo, VI vizconde de Palazuelos, I barón de Hermoro, diputado a Cortes, concejal de Madrid, gran cruz de Isabel la Católica, gentilhombre de cámara del rey con ejercicio, caballero de la Orden de Santiago, académico de la Real de Historia y de la Real de Bellas Artes de San Fernando.[4]

Casó con María Morenés y García-Alessón. Le sucedió, por cesión en 1923, su hija:
- Constanza López de Ayala y Morenes (n. 1903), VI marquesa de Villanueva del Castillo, II baronesa de Hermoro.[5]

Casó con Juan de Contreras y López de Ayala (1893-1978), IX marqués de Lozoya, grande de España gran cruz de Isabel la Católica, caballero de la Orden de Santiago y de la Real Hermandad del Santo Cáliz de Valencia. El 7 de octubre de 1960, tras orden del 21 de julio de ese mismo año para que se expida la correspondiente carta de sucesión (BOE del día 29), le sucedió su hija:
- María Dominica de Contreras y López de Ayala (n. 1 de octubre de 1940), VII marquesa de Villanueva del Castillo, grande de España, X marquesa de Lozoya[3] y académica de la Real Academia de Historia y Arte de San Quirce.[8]

Casó con Carlos Herranz y Cano (n. 1938).